# John Conte
John Conte (Palmer, 15 settembre 1915 – Rancho Mirage, 4 settembre 2006) è stato un attore statunitense.

## Vita privata
È stato sposato con Marilyn Maxwell dal 1944 al 1946, con Ruth Harris Conte dal 1954 al 1964 e con Sirpuhe Philibosian.

## Filmografia parziale

### Cinema
- La parata delle stelle (Thousands Cheer), regia di George Sidney (1943)
- Sperduti nell'harem (Lost in a Harem), regia di Charles Reisner (1944)
- L'uomo dal braccio d'oro (The Man with the Golden Arm), regia di Otto Preminger (1955)
- Appuntamento col cadavere (Trauma), regia di Robert Malcolm Young (1962)
- L'uomo che non sapeva amare (The Carpetbaggers), regia di Edward Dmytryk (1964)

### Televisione
- Studio One – serie TV, 3 episodi (1948-1951)
- Van Camp's Little Show – serie TV, 43 episodi (1950-1951)
- The Desert Song – film TV (1955)
- Matinee Theatre – serie TV, 563 episodi (1955-1958)
- Target – serie TV, episodio 1x36 (1958)
- The Best of the Post – serie TV, 25 episodi (1960-1961)
- Perry Mason – serie TV, 5 episodi (1960-1965)
- Bonanza – serie TV, episodio 6x31 (1965)